# لو هاري
لو هاري (بالإنجليزية: Lou Harry)‏ (28 ديسمبر 1963)؛ روائي أمريكي.